# J0740+6620
O J0740 + 6620 é a estrela de nêutrons mais maciça até 2019, a aproximadamente 4.600 anos-luz da Terra. Ela é um pulsar giratório que compõe 2,17 vezes a massa do sol em uma esfera de 20 a 30 quilômetros de diâmetro.